# 烏孔基維

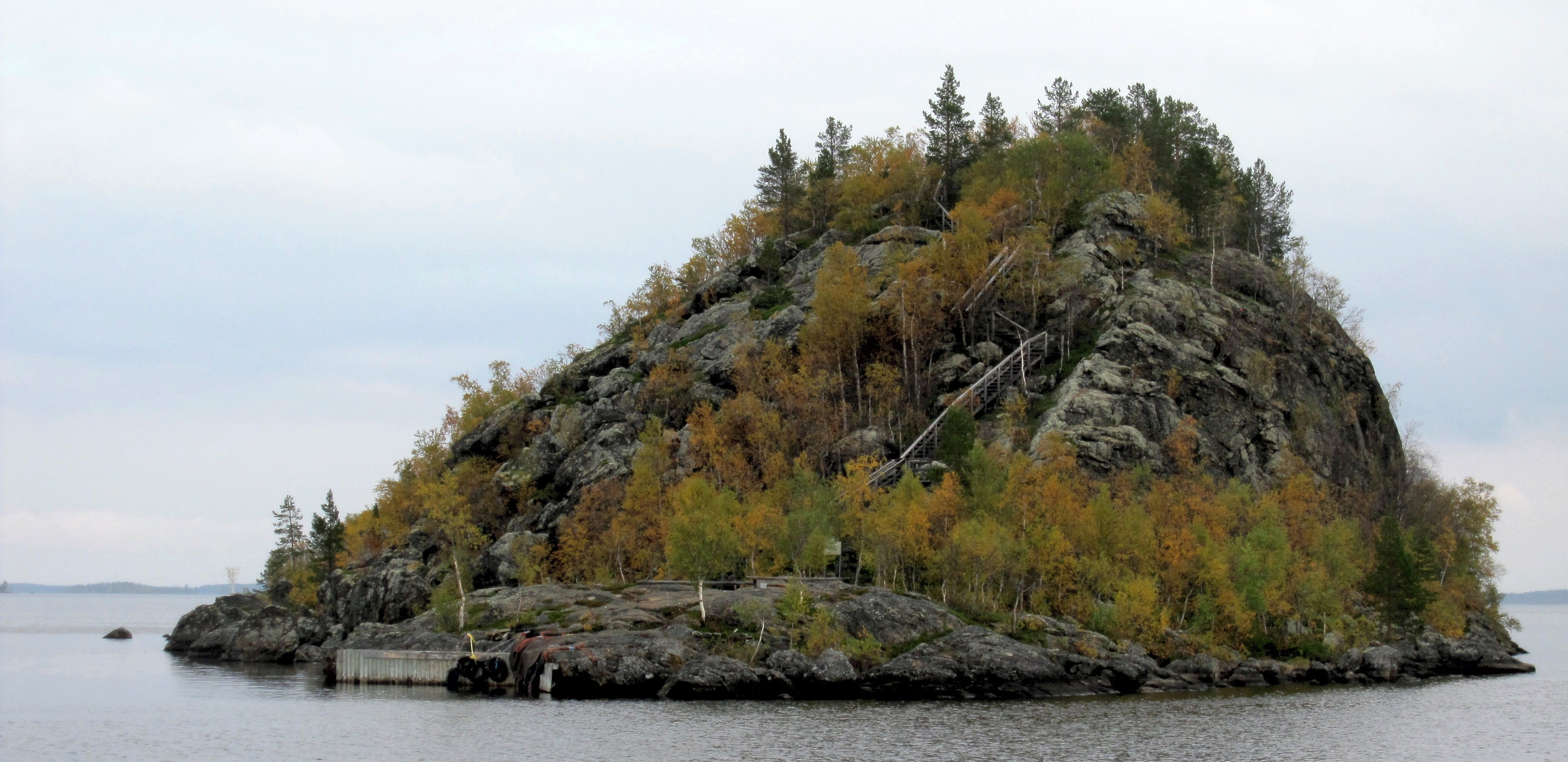
烏孔薩里（Ukonsaari）島

烏孔基維（芬蘭語：Ukonkivi，直译：「烏科的岩石」）位於芬蘭拉普蘭區伊納里伊納里湖的烏孔薩里（Ukonsaari）島上，距離最近的村莊約11公里，當地的伊納里薩米人將該島稱呼為Äijih，島嶼所在的湖區則被稱為烏孔塞尔凯（Ukonselkä），伊納里薩米人將烏孔基維視為極其重要的聖地，並在島嶼西側也有一處用於祭祀的山洞，伊納里薩米人會使用馴鹿、山羊等犧牲獻祭。
烏孔薩里島高約30（98英尺），寬約50（160英尺），長約100（330英尺），英國考古學家亞瑟·埃文斯於1873年登島時發現一處祭祀用的山洞，並在洞中發現一些銀製的女性首飾。大部分的伊納里薩米人隨著基督教的傳入而改變其信仰，亦逐漸停止古老的獻祭儀式，烏孔薩里島現已成為重要的考古研究地點和旅遊勝地，並在1990年1月10日被芬蘭國家古蹟委員會（今芬蘭遺產局）列入世界遺產的預備名單。